# 庄墓河
庄墓河，又称沿河、瓦埠河、盐河，位于安徽省长丰县中部，发源于长丰县南部江淮分水岭北侧，向北过陶老坝水库，至庄墓镇折向西北，注入瓦埠湖。全长72公里，流域面积960平方公里。